# Lee Yong-jun
Lee Yong-jun (* 4. Februar 1985 in Seoul) ist ein ehemaliger südkoreanischer Eishockeyspieler, der einen Großteil seiner Karriere bei verschiedenen Klubs der Asia League Ice Hockey verbrachte.

## Karriere
Lee Yong-jun begann seine Karriere als Eishockeyspieler in der Mannschaft der Kyung Bok Highschool. Von 2003 bis 2006 spielte er für die Mannschaft der Yonsei University, mit der er 2004 den südkoreanischen Pokalwettbewerb gewann. 2006 wechselte er zu High1 (damals noch Kangwon Land) in die Asia League Ice Hockey. Mit dem Team gelang 2007 und 2008 der Sieg im südkoreanischen Pokalwettbewerb. 2011 verließ er das Team aus Chuncheon und schloss sich für zwei Jahre Anyang Halla an. Die Spielzeit 2013/14 verbrachte er bei Daemyung Sangmu, der neu gegründeten dritten südkoreanischen Mannschaft in der Asia League Ice Hockey. Nach nur einem Jahr kehrte er aber nach Anyang zu Halla zurück. Die Saison 2017/18 spielte er bei den Roanoke Rail Yard Dawgs in der Southern Professional Hockey League, einer Minor-League im Süden der Vereinigten Staaten. Anschließend kehrte er in die Asia League zurück, wo er noch eine Spielzeit f0r die Daemyung Killer Whales auf dem Eis stand, bevor er seine Karriere beendete.

### International
Für Südkorea nahm Lee Yong-jun an der U18-Weltmeisterschaft 2002, die die Südkoreaner unangefochten mit vier zweistelligen Siegen in vier Spielen gewannen, in der Division III und ein Jahr später in der Division II, als ebenfalls ungeschlagen der Aufstieg erreicht wurde, sowie den U20-Weltmeisterschaften 2004 und 2005 jeweils in der Division II teil. 
Bei der Weltmeisterschaft 2006 der Division II ab Lee sein Debüt in der südkoreanischen Herren-Mannschaft. Ein Jahr später stieg er mit der Mannschaft beim Heimturnier in Seoul in die Division I auf. 2008, 2010, 2011, 2012, 2013, 2014, als er seine Mannschaft als Kapitän auf das Eis führte, 2015, als er zum besten Stürmer des Turniers gewählt wurde,  und 2019 vertrat er Südkorea in der Division I. Nach zwischenzeitlichem Abstieg stand er 2009 für die Ostasiaten noch einmal in der Division II auf dem Eis. 
Bei den Winter-Asienspielen 2007 und 2011 konnte er mit Südkorea jeweils die Bronzemedaille hinter Japan und Kasachstan gewinnen.

## Erfolge und Auszeichnungen
- 2002 Aufstieg in die Division II bei der U18-Weltmeisterschaft der Division III
- 2003 Aufstieg in die Division I bei der U18-Weltmeisterschaft der Division II, Gruppe A
- 2004 Südkoreanischer Pokalsieger mit der Yonsei University
- 2007 Bronzemedaille bei den Winter-Asienspielen
- 2007 Aufstieg in die Division I bei der Weltmeisterschaft der Division II, Gruppe B
- 2007 Südkoreanischer Pokalsieger mit High1
- 2008 Südkoreanischer Pokalsieger mit High1
- 2009 Aufstieg in die Division I bei der Weltmeisterschaft der Division II, Gruppe B
- 2011 Bronzemedaille bei den Winter-Asienspielen
- 2012 Aufstieg in die Division I, Gruppe A, bei der Weltmeisterschaft der Division I, Gruppe B
- 2015 Aufstieg in die Division I, Gruppe A, bei der Weltmeisterschaft der Division I, Gruppe B
- 2015 Bester Stürmer der Weltmeisterschaft der Division I, Gruppe B

## Asia-League-Statistik
(Stand: Ende der Saison 2018/19)